# Hymenophyllum exiguum
Hymenophyllum exiguum là một loài dương xỉ trong họ Hymenophyllaceae. Loài này được Bedd. mô tả khoa học đầu tiên năm 1868.
Danh pháp khoa học của loài này chưa được làm sáng tỏ.